# Polystichum jinfoshanense
Polystichum jinfoshanense är en träjonväxtart som beskrevs av Ren-Chang Ching och Z.Y.Liu. Polystichum jinfoshanense ingår i släktet Polystichum och familjen Dryopteridaceae. Inga underarter finns listade.